# 146-й гвардейский истребительный авиационный полк ПВО
146-й гвардейский истребительный авиационный полк ПВО имени 60-Летия ВЛКСМ (146-й гв. иап ПВО) — воинская часть Военно-воздушных сил (ВВС) Вооружённых Сил РККА, принимавшая участие в боевых действиях Великой Отечественной войны, после распада СССР вошедшая в состав ВВС Украины.

## Наименования полка
За весь период своего существования полк несколько раз менял своё наименование:
- 35-й истребительный авиационный полк ПВО (20.07.1941 г.);
- 419-й истребительный авиационный полк ПВО (13.08.1941 г.);
- 35-й истребительный авиационный полк ПВО (15.08.1941 г.);
- 487-й истребительный авиационный полк ПВО[1] (28.09.1941 г.);
- 146-й гвардейский истребительный авиационный полк ПВО (09.10.1943 г.);
- 146-й гвардейский истребительный авиационный полк ПВО имени 60-Летия ВЛКСМ (1978 г.)[2];
- 146-й гвардейский истребительный авиационный полк ВВС Украины;
- Полевая почта 23234.

## Создание полка
146-й гвардейский истребительный авиационный полк ПВО образован 9 октября 1943 года путём переименования 158-го истребительного авиационного полка ПВО в гвардейский за образцовое выполнение боевых задач и проявленные при этом мужество и героизм на основании Приказа НКО СССР.

## Расформирование полка
146-й гвардейский истребительный авиационный полк был расформирован 1 июня 1993 года в составе ВВС Украины.

## В действующей армии
В составе действующей армии:
- с 9 октября 1943 года по 1 января 1945 года.

## Командиры полка
- гвардии майор Фёдоров Иван Фёдорович[5], 09.10.1943 — 12.10.1943
- гвардии майор, подполковник Гришков Николай Калинникович[5], 01.11.1943 — 1949
- гвардии полковник Лукьянов, Анатолий Григорьевич, 1950 — ?[6]

## В составе соединений и объединений
| Период        | Фронт (округ)          | Район                           | Корпус ПВО (Дивизия ПВО)                     | примечание        |
| ------------- | ---------------------- | ------------------------------- | -------------------------------------------- | ----------------- |
| 09.10.1943 г. | Западный фронт ПВО     | Воронежский корпусной район ПВО | 9-й истребительный авиационный корпус ПВО    | Як-1, Як-7б, Як-9 |
| 20.11.1943 г. | Западный фронт ПВО     | Киевский корпусной район ПВО    | 9-й истребительный авиационный корпус ПВО    | Як-1, Як-7б, Як-9 |
| 20.04.1944 г. | Южный фронт ПВО        | 7-й корпус ПВО                  | 9-й истребительный авиационный корпус ПВО    | Як-1, Як-7б, Як-9 |
| 24.12.1944 г. | Юго-Западный фронт ПВО | 7-й корпус ПВО                  | 9-й истребительный авиационный корпус ПВО    | Як-1, Як-7б, Як-9 |
| 01.04.1945 г. | Юго-Западный фронт ПВО | 88-я дивизия ПВО                | 9-й истребительный авиационный корпус ПВО    | Як-1, Як-7б, Як-9 |
| 01.05.1945 г. | Юго-Западный фронт ПВО | 7-й корпус ПВО                  | 9-й истребительный авиационный корпус ПВО    | Як-1, Як-7б, Як-9 |
| 09.05.1945 г. | Юго-Западный фронт ПВО | 7-й корпус ПВО                  | 9-й истребительный авиационный корпус ПВО    | Як-1, Як-7б, Як-9 |
| 10.06.1945 г. | ПВО страны             | 7-й корпус ПВО                  | 9-й истребительный авиационный корпус ПВО    | Як-9              |
| 05.02.1946 г. | ПВО страны             | 7-й корпус ПВО                  | 120-я истребительная авиационная дивизия ПВО | Як-9              |
| 01.03.1960 г. | ПВО страны             | Васильковская дивизия ПВО       |                                              | МиГ-19            |
| 01.04.1960 г. | ПВО страны             | 19-я дивизия ПВО                |                                              | МиГ-19            |
| 01.06.1989 г. | ПВО страны             | 49-й корпус ПВО                 |                                              | МиГ-25            |
| 01.01.1992 г. | ПВО страны             | 49-й корпус ПВО                 |                                              | МиГ-25            |

## Участие в операциях и битвах
Выполнял задачи по прикрытию объектов:
- ПВО в границах Воронежского корпусного района ПВО
- ПВО в границах Курского корпусного района ПВО
- ПВО в границах Киевского корпусного района ПВО
- ПВО в полосе Центрального фронта
- ПВО в полосе Воронежского фронта
- ПВО в полосе Степного фронта
- ПВО в полосе 2-го Украинского фронта
- ПВО в полосе 1-го Украинского фронта
- ПВО в полосе 1-го Белорусского фронта

Принимал участие в операциях и битвах:
- Битва за Днепр — с 9 октября 1943 года по 23 декабря 1943 года
- Корсунь-Шевченковская операция — с 24 января 1944 года по 17 февраля 1944 года
- Ровно-Луцкая операция — с 27 января 1944 года по 11 февраля 1944 года

## Отличившиеся воины полка
- Калюжный, Павел Павлович, гвардии майор, командир эскадрильи 146-го гвардейского истребительного авиационного полка. 29 марта 1944 года удостоен звания Герой Советского Союза. Золотая Звезда № 3176.
- Терновой, Борис Яковлевич, гвардии майор, командир эскадрильи 146-го гвардейского истребительного авиационного полка. 18 августа 1945 года удостоен звания Герой Советского Союза. Золотая Звезда № 8603.

## Статистика боевых действий
Всего за годы Великой Отечественной войны полком:
| Выполнено боевых вылетов | Проведено воздушных боев | Сбито самолётов в воздухе |
| ------------------------ | ------------------------ | ------------------------- |
| 13844                    | 318                      | 118                       |

Свои потери:
| Потеряно самолётов, всего | Погибло лётчиков всего |
| ------------------------- | ---------------------- |
| 34                        | 16                     |

| МиГ-17 | МиГ-15 | МиГ-17 |

## Самолёты на вооружении
| Период            | Самолёты          |
| ----------------- | ----------------- |
| 1941 — 1943       | МиГ-3             |
| 1943 — 1944       | Як-1              |
| 1944 — 1945       | Як-7              |
| 1945 — 1950       | Як-9              |
| 1950 — 1952       | P-39 Airacobra    |
| 1952 — 1957       | МиГ-15            |
| 1956 — 1974       | МиГ-19 ПТ, С      |
| 1956 — 1967       | Як-25 М (одна аэ) |
| 12.06.1974 — 1992 | МиГ-25 П, ПД, ПДС |

## Базирование
| Период            | Место базирования           |
| ----------------- | --------------------------- |
| 01.1944 — 05.1945 | Нежин, Черниговская область |
| 05.1945 — 1950    | Бровары, Киевская область   |
| 1950 — 1992       | Васильков, Киевская область |